# Division I 2005-2006
La Division I 2005-2006 è stata la 103ª edizione della massima serie del campionato belga di calcio disputata tra il settembre 2005 e il maggio 2006 e conclusa con la vittoria del Anderlecht, al suo ventottesimo titolo.
Capocannoniere del torneo fu Tosin Dosunmu (Germinal Beerschot), con 18 reti.

## Formula
Come nella stagione precedente le squadre partecipanti furono 18 e disputarono un turno di andata e ritorno per un totale di 34 partite.
L'ultima classificata retrocedette mentre la penultima disputò uno spareggio contro la seconda della Division 2.
Le società ammesse alle coppe europee furono cinque: le prime due classificate si qualificarono alla UEFA Champions League 2006-2007, la terza e la vincitrice della coppa nazionale alla Coppa UEFA 2006-2007 e un'ulteriore squadra alla coppa Intertoto 2006.

## Classifica finale
|    | Classifica                       | G  | V  | N  | P  | GF | GS | Dif | Pt |
| -- | -------------------------------- | -- | -- | -- | -- | -- | -- | --- | -- |
| 1  | Anderlecht                       | 34 | 20 | 10 | 4  | 72 | 27 | 45  | 70 |
| 2  | Standard Liegi                   | 34 | 19 | 8  | 7  | 51 | 28 | 23  | 65 |
| 3  | Club Bruges                      | 34 | 18 | 10 | 6  | 51 | 33 | 18  | 64 |
| 4  | Gent                             | 34 | 18 | 7  | 9  | 48 | 34 | 14  | 61 |
| 5  | KRC Genk                         | 34 | 16 | 9  | 9  | 52 | 38 | 14  | 57 |
| 6  | Germinal Beerschot               | 34 | 14 | 7  | 13 | 50 | 45 | 5   | 49 |
| 7  | Zulte Waregem                    | 34 | 14 | 7  | 13 | 51 | 49 | 2   | 49 |
| 8  | KSC Lokeren Oost-Vlaanderen      | 34 | 12 | 11 | 11 | 48 | 49 | -1  | 47 |
| 9  | KVC Westerlo                     | 34 | 13 | 7  | 14 | 42 | 48 | -6  | 46 |
| 10 | FC Brussels                      | 34 | 12 | 10 | 12 | 30 | 30 | 0   | 46 |
| 11 | R. Sporting du Pays de Charleroi | 34 | 11 | 12 | 11 | 39 | 39 | 0   | 45 |
| 12 | KSV Roeselare                    | 34 | 10 | 11 | 13 | 44 | 42 | 2   | 41 |
| 13 | R.E. Mouscron                    | 34 | 11 | 4  | 19 | 43 | 43 | 0   | 37 |
| 14 | Cercle Brugge KSV                | 34 | 10 | 7  | 17 | 38 | 61 | -23 | 37 |
| 15 | K. Sint-Truidense VV             | 34 | 8  | 10 | 16 | 36 | 49 | -13 | 34 |
| 16 | KSK Beveren                      | 34 | 9  | 6  | 19 | 35 | 55 | -20 | 33 |
| 17 | K. Lierse SK                     | 34 | 8  | 8  | 18 | 22 | 52 | -30 | 32 |
| 18 | RAA Louviéroise                  | 34 | 4  | 14 | 16 | 26 | 56 | -30 | 26 |

### Verdetti
- Anderlecht campione del Belgio 2005-06.
- RAA Louviéroise retrocesso in Division II.